# Hemantha Susantha Kumara
Hemantha Susantha Kumara (* 20. Februar 1991) ist ein sri-lankischer Leichtathlet, der sich auf den Mittelstreckenlauf spezialisiert hat.

## Sportliche Laufbahn
Erste internationale Erfahrungen sammelte Hemantha Susantha Kumara im Jahr 2016, als er bei den Südasienspielen in Guwahati in 1:52,82 min den vierten Platz im 800-Meter-Lauf belegte. 2019 nahm er an den Asienmeisterschaften in Doha teil und erreichte dort in 3:49,28 min den elften Platz im 1500-Meter-Lauf.
In den Jahren 2016 und 2021 wurde Kumara sri-lankischer Meister im 1500-Meter-Lauf.

## Persönliche Bestleistungen
- 800 Meter: 1:50,08 min, 4. April 2019 in Colombo
- 1500 Meter: 3:45,48 min, 22. März 2019 in Colombo